# Багсекг
Багсекг (Bagsecg, д/н — 8 січня 871) — конунг данів Ютландії.

## Життєпис
Про його походження практично нічого невідомо. Між 864 та 867 роками після смерті або загибелі конунга Ютландії і Фюна Горіка II стає новим конунгом. Втім межі володінь Багсекга достеменно невідомі. Основні відомості про Багсекга містяться в «Англосаксонській хроніці» та «Житті Альфреда».
Ймовірно невдовзі після отримання влади конунга зібрав пожне військо, що відоме як Велика літня армія.До неї увійшли дани з Ютландії та островів, сконе, ймовірно також нормани з південної Норвегії та геати. Те, що її очолив Багсекг, свідчить про неабиякий авторитет та вплив серед інших конунгів і ярлів. Спочатку армія пройшовши Темзою висадилася в Редінгу, де створила укріплений табір. Звідси Багсекг відправив декілька загонів, що стали грабувати володіння королівства Вессекс. Але їм завдано було поразки Етельфульфом, елдорменом Беркшира. за різними відомостями загалом відбулося 8-9 боїв між данами саксами, в яких дани отримали 4-5 перемог.
Вирішальні битви відбулися на початку 871 року. Спочатку в битві біля Редінгу 4 січня 871 року війська на чолі із Багсекгом завдали важкої поразки королю Етельреду I. Втім вже 8 січня під час руху данів Беркширом їх було атаковано військом Вессекса. У битві біля Ешдау на армія вікінгів зазнала поразки, а Багсекг загинув. Очільником вікінгів в Британії став Гальфдан Раґнарсон. В Ютландії владу перехопили брати Сігфред і Гальфдан.